# Ordine del Rinascimento (Turkmenistan)
L'Ordine del Rinascimento (in turkmeno: Galkynyş) è un'onorificenza turkmena.

## Storia
L'ordine è stato istituito il 23 settembre 1994 e nel 2014 ha assunto una nuova veste.

## Assegnazione
L'ordine è stato istituito per premiare i grandi servizi allo Stato e alla società nei campi della produzione, della scienza, della cultura, della letteratura, dell'arte, dell'istruzione pubblica, dell'assistenza sanitaria, nel servizio allo Stato, nel settore pubblico e in altre aree dell'attività lavorativa.
L'ordine è assegnato ai cittadini del Turkmenistan.
L'ordine può essere conferito anche a persone che non sono cittadini del Turkmenistan.
L'ordine viene assegnato per premiare:
- grandi meriti nel rafforzamento dell'indipendenza del Paese;
- un grande contributo allo sviluppo dei settori economici del Paese, all'aumento dell'efficienza produttiva e alla stabilità di alti risultati nel lavoro;
- grandi servizi nello sviluppo della scienza e della tecnologia, nello sviluppo e nell'implementazione delle ultime realizzazioni e delle tecnologie avanzate nella produzione, delle invenzioni e delle proposte di razionalizzazione di grande importanza tecnica ed economica;
- grandi meriti nel rafforzamento della capacità di difesa del Paese;
- un'attività particolarmente fruttuosa nel campo della cultura, della letteratura e dell'arte;
- grandi meriti nella formazione e nell'educazione delle giovani generazioni, nella formazione di personale altamente qualificato, nel campo dell'assistenza sanitaria, nello sviluppo del commercio, dell'alloggio e dei servizi comunali, nei servizi ai consumatori e risultati speciali nello sviluppo di una cultura fisica e sportiva;
- alti meriti nel campo delle attività statali e pubbliche, nel rafforzamento della legge e dell'ordine;
- grandi meriti nello sviluppo della cooperazione economica, scientifica, tecnica e culturale tra il Turkmenistan e altri Stati.

Agli insigniti vengono conferiti l'insegna e un attestato.
Gli insigniti dell'ordine ricevono un bonus pari a cinque volte il salario minimo e un supplemento mensile per salari, stipendi ufficiali, pensioni e borse di studio per un importo del 30% del salario minimo.
Essi godono di altri vantaggi previsti dalle leggi del Turkmenistan.
L'insegna viene indossata sul lato sinistro del petto e, in presenza di altri riconoscimenti statali, si trova dopo l'Ordine della Stella del Presidente.

## Insegne

### Dal 1994 al 2014

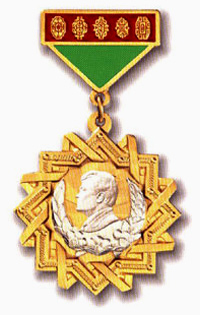
Il distintivo utilizzato dal 1994 al 2014.

L'insegna aveva la forma di una stella a sedici punte formata dall'intreccio di due stelle a otto punte.
Al centro dell'ordine, in un cerchio del diametro di 23 mm, vi era un'immagine del profilo rivolto a sinistra del presidente del Turkmenistan Saparmyrat Nyýazow. Questo era incorniciato da un ramo di alloro sul lato sinistro e da due spighe di grano sul lato destro. Sotto il ritratto erano presenti tre scatole e due foglie di cotone.
Le immagini sul lato anteriore dell'insegna erano in argento.
Il lato anteriore della stella interna era delimitata da una catena d'oro.
L'insegna aveva il diametro di 39,5 mm ed era realizzata in bronzo dorato.
Essa era collegata tramite un anello ad un blocco di bronzo dorato. Quest'ultimo era composto da due parti. La parte superiore era un rettangolo alto 8,8 mm e largo 28,8 mm. All'interno di esso vi erano le immagini di cinque tappeti turkmeni dorati su uno sfondo di smalto rosso. La parte inferiore del blocco era un triangolo ricoperto di smalto verde, il cui lato superiore era di 25 mm e i lati di 18 mm ciascuno.
Sul rovescio dell'insegna vi erano le parole "GALKYNYŞ" e "TÜRKMENISTANYŇ ORDENI".

### Dal 2014
L'insegna ha la forma di una stella a otto punte, incorniciata lungo i bordi da 80 zirconi. Le punte terminano con delle sfere. Negli angoli ottusi tra le punte sono presenti cinque raggi di colore giallo-verde. Il diametro complessivo dell'insegna è di 44 mm.
Al centro dell'insegna è presente un cerchio del diametro di 22 mm recante, sullo sfondo di un'immagine di raggi solari, una mappa del Turkmenistan smaltata di verde e una sagoma convessa dorata del Monumento alla Costituzione del Turkmenistan. Lungo i bordi del lato interno del cerchio sono presenti una mezzaluna e cinque stelle dorate.
Sul lato esterno del cerchio centrale è presente un anello del diametro di 28 mm e largo 4 mm, ricoperto di smalto verde, con in alto la scritta "GALKYNYŞ" e in basso rami di ulivo dorati divergenti.
In ogni punta vi sono otto pietre rosse, oltre a elementi dell'ornamento nazionale che la incorniciano.
L'insegna è collegata con un anello a un blocco realizzato a forma di libro aperto alto 20 mm e largo 31 mm. Al centro di questo, su una colonna ricoperta smaltata di rosso, sono presenti le immagini di cinque tappeti turkmeni dorati. Il blocco è smaltato di verde e ha un ornamento dorato.
Il nastro è verde con bordi gialli e al centro è presente una stella a otto punte i cui bordi sono incorniciati da strisce gialle, rosse e bianche.